# Federazione calcistica della Danimarca
L'Unione calcistica danese (in danese Dansk Boldspil Union, acronimo DBU) è la federazione danese di calcio. Fondata nel 1889, è una delle più antiche federazioni europee e ha sede a Copenaghen. Controlla la Nazionale danese e il campionato locale e ha il bianco e il rosso come colori ufficiali. Le formazioni di club e la Nazionale danese partecipano alle competizioni continentali dell'UEFA.
La stagione del campionato danese, la cui prima edizione si è svolta nel 1913 e ha visto trionfare il KB Copenaghen (ora FC Copenaghen per la fusione con il B1903), si svolge da agosto a giugno.
Dalla stagione 2008 la DBU organizza anche il DBU Futsal Championship, ovvero il campionato nazionale danese di calcio a 5.